# St. Mary Bishophill Junior

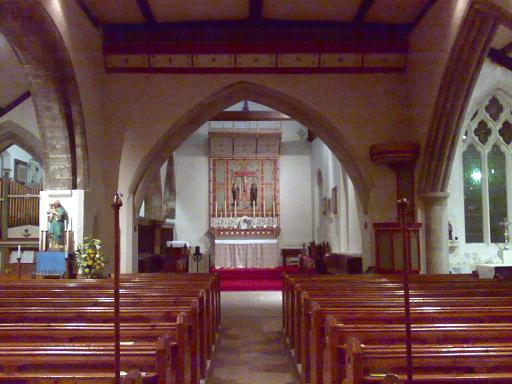
St. Mary Bishophill Junior. York. Inglaterra.

Es considerada como la iglesia más antigua dentro del recinto amurallado de York, Inglaterra. El lugar donde está la iglesia era la antigua colonia romana de Eboracum. Elementos romanos aún se pueden ver en la piedra de la Torre. También hay tallados en piedra de tiempos anteriores a la Conquista, en el interior de la iglesia.

## Cómo llegar desde York Minster a St. Mary Bishophill Junior
Buscamos la calle Stonegate en dirección al río Ouse. Al final llegamos a una plaza donde se encuentra el Town Hall. Estamos en Coney Street. Seguimos Coney St. y cruzamos hasta terminar Spurriergate. Torcemos a la derecha y estaremos en Low Ousegate, donde cruzaremos el río. Tomamos el primer cruce a la izquierda y estaremos en Skeldergate, pero a pocos metros hay un cruce a la derecha. Subimos esa cuesta (Fetter Ln) que nos llevará a Bishophill Jr., donde enseguida veremos St. Mary’s. 